# Collevecchio
Collevecchio é uma comuna italiana da região do Lácio, província de Rieti, com cerca de 1.480 habitantes. Estende-se por uma área de 27 km², tendo uma densidade populacional de 55 hab/km². Faz fronteira com Civita Castellana (VT), Magliano Sabina, Montebuono, Ponzano Romano (RM), Stimigliano, Tarano.

## Demografia
| Variação demográfica do município entre 1861 e 2011                               |
|                                                                                   |
| Fonte: Istituto Nazionale di Statistica (ISTAT) - Elaboração gráfica da Wikipedia |